# John Biller
Pour les articles homonymes, voir Biller (homonymie).
John Arthur Biller (né le 14 novembre 1879 et décédé le 26 mars 1934 à Manhattan, New York) est un athlète américain spécialiste du lancer du disque et du saut en hauteur ainsi qu'en longueur sans élan. Son club était le National Turnverein.

## Biographie

### Palmarès
| Date | Compétition           | Lieu        | Résultat | Épreuve                    | Performance |
| ---- | --------------------- | ----------- | -------- | -------------------------- | ----------- |
| 1904 | Jeux olympiques d'été | Saint-Louis | 4e       | Saut en hauteur sans élan  | 1,42 m      |
| 1904 | Jeux olympiques d'été | Saint-Louis | 3e       | Saut en longueur sans élan | 3,263 m     |
| 1904 | Jeux olympiques d'été | Saint-Louis | 5e       | Lancer du disque           |             |
| 1908 | Jeux olympiques d'été | Londres     | 2e       | Saut en hauteur sans élan  | 1,55 m      |
| 1908 | Jeux olympiques d'été | Londres     | 5e       | Saut en longueur sans élan | 3,21 m      |